# Charles Edward Hubbard
Pour les articles homonymes, voir Hubbard.
Charles Edward Hubbard (23 mai 1900 – 8 mai 1980) est un botaniste britannique, qui s'est spécialisé en agrostologie (étude des graminées). Il est considéré comme une « autorité mondiale en matière de classification et de reconnaissance des graminées ».

## Biographie

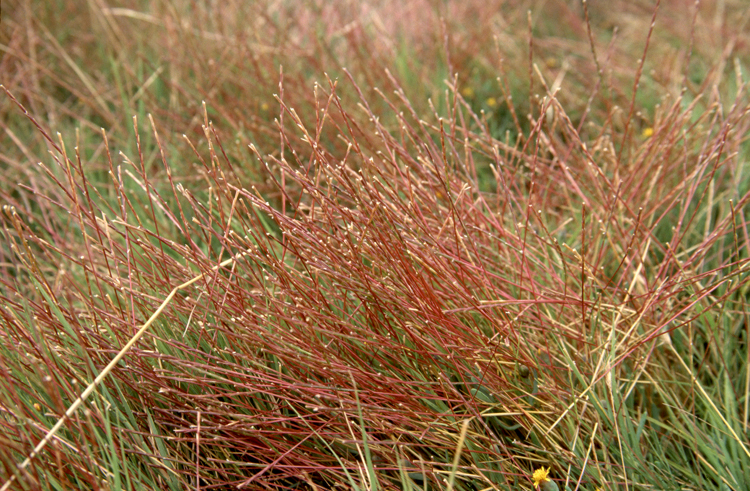
Le genre, Parapholis (représenté ici par l'espèce Parapholis strigosa), est décrit par C.E. Hubbard en 1946.

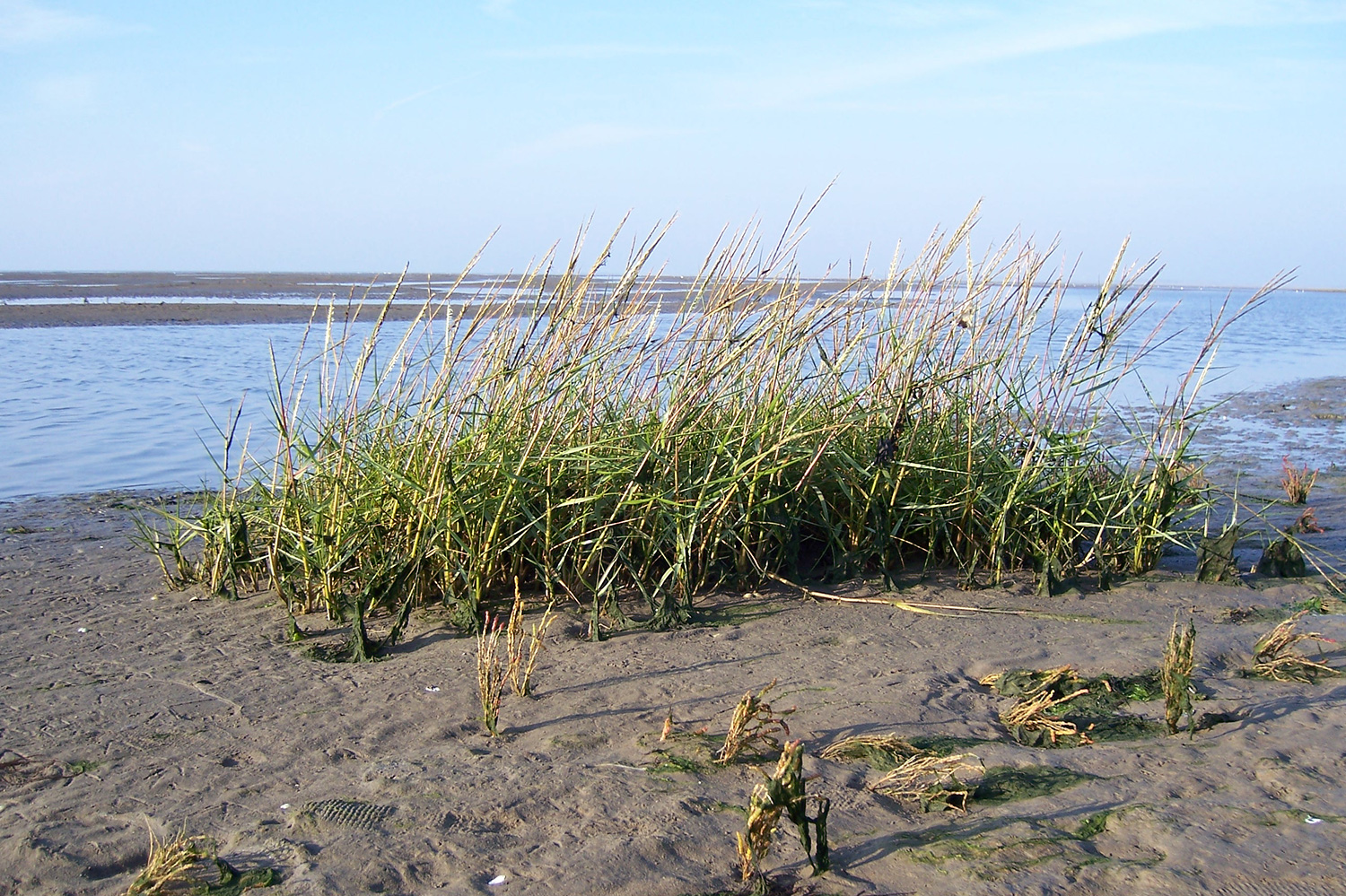
La première description valide de la graminée maritime, Spartina anglica, est due à C.E. Hubbard en 1978.

Charles Edward Hubbard est né le 23 mai 1900 à Appleton, hameau de la résidence royale de Sandringham House dans le comté du Norfolk, où son père, qui s'appelle aussi Charles Edward Hubbard, est le jardinier en chef de la reine de Norvège à Appleton House.
Il est scolarisé d'abord à Sandringham, puis au lycée privé King Edward VII de King's Lynn, avant de rejoindre le personnel des Jardins royaux de Sandringham en 1916.
Pendant cette période où il travaille à Sandringham, il passe aussi cinq mois à la résidence royale de Bygdøy près d'Oslo et sert pendant sept mois dans la Royal Air Force.
En avril 1920, Charles Edward Hubbard quitte la résidence de Sandringham pour rejoindre les Jardins botaniques royaux de Kew, où il travaille d'abord à la serre tempérée (temperate house) et à l'arboretum.
En septembre 1922, il obtient un poste à l'herbier, travaillant d'abord pour Stephen Troyte Dunn, et plus tard pour Otto Stapf.
Hubbard publie son premier article scientifique en 1925, dans lequel il décrit deux nouvelles espèces du genre Stipa.
En 1927, il épouse Madeleine Grace Witham, dont il a un fils, John.
À la demande du gouvernement du Queensland, Charles Edward Hubbard part en Australie en 1930, dans le cadre d'un échange avec le botaniste australien, W. D. Francis, qui passe une année à Kew.
Il visite les herbiers de Sydney, Melbourne, Adélaïde et Perth, et examine également tous les spécimens de graminées de l'herbier du Queensland à Brisbane.
Il fait des travaux sur le terrain autour de Rockhampton et  du fleuve Fitzroy dans le centre du Queensland, accumulant 15 000 spécimens.
Pendant la Seconde Guerre mondiale, l'herbier de Kew herbarium est évacué à Oxford et Charles Edward Hubbard suit, assurant la garde de son herbier britannique au 9 Crick Road, ancienne résidence du naturaliste, George Claridge Druce, tandis que l'herbier de Kew est abrité dans les sous-sols de la bibliothèque bodléienne.
Le 1er octobre 1957, Charles Edward Hubbard est nommé conservateur de l'herbier et de la bibliothèque de Kew, et est promu directeur adjoint en avril 1959. Sa première épouse est morte en 1961, et en 1963, Charles Edward Hubbard épouse Florence Kate Hubbard, sa petite cousine par alliance. Le 30 novembre 1965, il part en retraite et s'installe à Hampton (Middlesex), non loin de Kew.
Il est mort le 8 mai 1980.

## Œuvre
Charles Edward Hubbard a publié une longue série d'articles scientifiques, principalement sur les graminées d'Europe et d'Afrique tropicale, mais couvrant aussi les graminées des Antilles, de Maurice, de  Malaisie et des îles Fidji.
Il est sans doute plus connu pour son livre de vulgarisation , Grasses: a Guide to their Structure, Identification, Uses and Distribution in the British Isles (Graminées : guide sur leur structure, identification, utilisation et distribution dans les îles britanniques), publié en 1954 et réédité en 1968.

## Récompenses
Charles Edward Hubbard a reçu un certain nombre de distinctions, dont l'Ordre de l'Empire britannique (officier -OBE- en 1954, commandeur -CBE- en 1965), la  médaille d'or linnéenne en 1967 et la médaille commémorative Veitch en 1970.
Il reçut également le titre de docteur en sciences honoris causa décerné par l'université de Reading (1960).
De nombreux noms de taxons botanique rendent hommage à Charles Edward Hubbard, dont ceux des espèces Acacia hubbardiana, Digitaria hubbardii, Pandanus hubbardii, et des genres Hubbardochloa (et par conséquent aussi la sous-tribu des Hubbardochloinae), et Hubbardia (et par conséquent aussi la tribu des Hubbardieae).